# Fantomcat
Fantomcat (1995-1996) – brytyjski serial animowany wyprodukowany przez Cosgrove Hall Films.

## Spis odcinków
| Nr             | Polski tytuł | Angielski tytuł                    |
| -------------- | ------------ | ---------------------------------- |
|                |              |                                    |
| SERIA PIERWSZA |              |                                    |
|                |              |                                    |
| 01             |              | The Hero Returns                   |
|                |              |                                    |
| 02             |              | The Preying Mantis                 |
|                |              |                                    |
| 03             |              | The Swords of the Scorpion         |
|                |              |                                    |
| 04             |              | The Aeroship                       |
|                |              |                                    |
| 05             |              | The Mind Leech                     |
|                |              |                                    |
| 06             |              | Asteroid Adventure                 |
|                |              |                                    |
| 07             |              | Lady Gobling’s Gems                |
|                |              |                                    |
| 08             |              | Great Balls of Fire                |
|                |              |                                    |
| 09             |              | The Chameleons of Death            |
|                |              |                                    |
| 10             |              | The Crystal of Nemesis             |
|                |              |                                    |
| 11             |              | The Eye of Harakti                 |
|                |              |                                    |
| 12             |              | Where the Heart is                 |
|                |              |                                    |
| 13             |              | The Web of Doom                    |
|                |              |                                    |
| SERIA DRUGA    |              |                                    |
|                |              |                                    |
| 14             |              | Once Upon a Time Machine           |
|                |              |                                    |
| 15             |              | The Manhattan Incident             |
|                |              |                                    |
| 16             |              | Cinema Purradiso                   |
|                |              |                                    |
| 17             |              | Warrior of the Skies               |
|                |              |                                    |
| 18             |              | Tomb of the Fantoms                |
|                |              |                                    |
| 19             |              | Revenge of the Monitor             |
|                |              |                                    |
| 20             |              | The Treasure of the Belerophon     |
|                |              |                                    |
| 21             |              | The Lonely Hearts Club             |
|                |              |                                    |
| 22             |              | The Mirror Monster                 |
|                |              |                                    |
| 23             |              | MacDuff Private Eye                |
|                |              |                                    |
| 24             |              | The Curse of Evillia               |
|                |              |                                    |
| 25             |              | The Incredible Shrinking Fantomcat |
|                |              |                                    |
| 26             |              | One Good Deed                      |
|                |              |                                    |